# Antonio Beduschi
Antonio Beduschi (Cremona, 1576 – m. dopo il 1607) è stato un pittore italiano del primo barocco.

## Biografia
Fu principalmente attivo nella sua città natale e imitò lo stile di Antonio Campi. Anche la sorella, Angela, fu una pittrice. Nel 1602 dipinse il Martirio di Santo Stefano e una Pietà per la chiesa di San Sepolcro a Piacenza. 